# Herb gminy Bełżec
Herb gminy Bełżec – jeden z symboli gminy Bełżec, autorstwa Henryka Seroki i Pawła Dudzińskiego, ustanowiony 28 czerwca 2012.

## Wygląd i symbolika
Herb przedstawia na tarczy w polu czerwonym lipę złotą, pod którą z prawej grabie srebrne, z lewej takiż wąż, poskręcany przy ogonie, z okiem złotym i takimż jabłku w pysku oraz takiejż koronie. Wszystkie godła nawiązują do rodów szlacheckich, będących właścicielami Bełżca. Grabie i lipa nawiązują do rodziny Lipskich herbu Grabie, za których rządów Bełżec podniesiono do rangi miasta (1607). Wąż pochodzi z herbu szlacheckiego Wąż Małdrzyków, pierwszych historycznych właścicieli Bełżca.

Dawny, nieoficjalny herb